# Вукашин Милићевић
Вукашин Милићевић (Београд, 25. септембар 1982) српски је теолог, писац, публициста и бивши универзитетски предавач.

## Биографија
Дипломирао је на Православном богословском факултету и мастерирао на катедри за историју Филозофског факултета. Априла 2018. године, одбранио је своју докторску дисертацију под називом „Аспекти проблема времена код Светог Максима исповедника“.
Радио је као доцент на групи за систематско богословље Православно богословског факултета.
Обављао је више служби у установама Архиепископије београдско-карловачке, био је парох при Храму Светог Саве у Београду.
У доба пандемије ковида 19, у ауторском тексту је критиковао начин причешћа. Током 2020. је од стране патријарха Иринеја суспендован са свештеничких дужности након наступа у емисији Утисак недеље, пошто није уважио правило да свако свештено лице не може наступати у медијима без одобрења патријарха.
Он се бави историјом хришћанске доктрине и политичке филозофије, као и местом традиционалне религије у савременом балканском контексту.

## Дела
Књиге
- Библиографија часописа „Богословље“ (1926-1940, 1957-2006) и „Зборника Православног богословског факултета“ (1950-1952), монографија, у сарадњи са Мирославом Поповићем, Православни богословски факултет: Институт за теолошка истраживања, Београд 2009.[9]
- Васкрсење, роман, Лагуна, Београд, 2024.[10]

Студије и чланци
- Вукашин Милићевић, Православље и културни плурализам, Логос: часопис студената Богословског факултета СПЦ, Београд 2003, 217-222.
- Вукашин Милићевић, Часопис „Богословље“ – 80 година од покретања: тематски преглед радова (1926-2005) по дисциплинама, Богословље 1 (2006), Београд 2006, 225-239.
- Vukašin Milićević, The Role of Religious Congregations in Overcoming the Cultural, Political and Social Differences in the World: an Orthodox Theological Approach, y:„Dialogue and Virtue: Ways to Overcome Clashes of Our Civilizations “, eds: Peter Hünermann, Janez Juhant, Bojan Žalec, Lit Verlag Dr W. Hopf, Berlin 2007, 179-189.
- Милош Миловановић, Вукашин Милићевић, Вечност у једноме сату, Саборност 2 (2008), Пожаревац 2008, 273-287.
- Вукашин Милићевић, Црква и демократија, у: „Црква у плуралистичком друштву: зборник радова“, ур. мр Јелена Јабланов Максимовић, Андријана Крстић, Хришћански културни центар, Фондација Конрад Аденауер, Београд, 2009, 18-22.
- Вукашин Милићевић, Црква и монархија, у: „Црква у плуралистичком друштву: зборник радова“, ур. мр Јелена Јабланов Максимовић, Андријана Крстић, Хришћански културни центар, Фондација Конрад Аденауер, Београд 2009, 23-28.
- Вукашин Милићевић, Да ли је могуће „монотеистичко трогласје“, у: Ιščekujući Evropsku uniju: Stabilizacija međuetničkih i međureligijskih odnosa na Zapadnom Balkanu, priredili: Milan Sitarski, Marko Vujačić, Ivana Bartulović Karastojković, BOŠ, Београд 2010, 163-166.
- Вукашин Миличевич, Богопознање и предање: покушај еклисиолошке артикулације основних претпоставки хришћанске гносеологије, Теологикон: годишник на центъра по систематическо богословие при Великотърновския университет, Том 1, Велико Търново, 2012, 19-24.
- Вукашин Милићевић, Преговори о сазивању васељенског сабора из 1367. године, Теолошки погледи: верско-научни часопис 1/2013, 189-226.
- Vukašin Milićević, „Eucharistic ecclesiology and mission of the Church: Between ideas and reality”, Altarul Reîntregirii (2014, supplement), 19-28.
- Вукашин Милићевић, „Десета недоумица Св. Максима Исповедника и богословски проблем времена“, Теолошки погледи 2 (2015), 257-290.
- Вукашин Милићевић, Маријана Матовић, „Црква и медији: пастирска пракса и медијска писменост у Србији“, у: ур. проф. др Владимир Вукашиновић, Српска Православна Црква у штампаним медијима 2003-2013: Библиографија, том 3: НИН – Време; Увод у анализу библиографијом обрађене грађе, Београд: Монс Хемус, 2015, 107-116.
- Вукашин Милићевић, Маријана Матовић, „Црква, медији и медијска писменост у Србији: Како функционише интерпретативни оквир?“, у: ур. проф. др Владимир Вукашиновић Међународна конференција: Српска Православна Црква у штампаним медијима 2003-2013, Београд, 20-21. октобар 2015, Зборник радова, Београд: Монс Хемус, 2015, 38-46.
- Вукашин Милићевић, „Црквени магистериј и Предање у делу Предање и предања Ива Конгара“, Теологикон 3 (2015), 267-285.